# Isle of Beauty, Isle of Splendour
Isle of Beauty, Isle of Splendour, est l'hymne national de la Dominique.
Il a été adopté en 1967 lorsque le pays est devenu un État associé au Commonwealth. Les paroles sont de Wilfred Oscar Morgan Pond et la musique a été composée par Lemuel McPherson Christian.

## Paroles
| Paroles officielles (en) |
| --- |
| Isle of beauty, isle of splendour, Isle to all so sweet and fair, All must surely gaze in wonder At thy gifts so rich and rare. Rivers, valleys, hills and mountains, All these gifts we do extol. Healthy land, so like all fountains, Giving cheer that warms the soul. Dominica, God hath blest thee With a clime benign and bright, Pastures green and flowers of beauty Filling all with pure delight, And a people strong and healthy, Full of godly reverent fear. May we ever seek to praise Thee For these gifts so rich and rare. Come ye forward, sons and daughters Of this gem beyond compare. Strive for honour, sons and daughters, Do the right, be firm, be fair. Toil with hearts and hands and voices. We must prosper! Sound the call, In which ev'ryone rejoices, "All for Each and Each for All." |